# Élections législatives macédoniennes de 2020
Les élections législatives macédoniennes de 2020 (en macédonien : Македонски парламентарни избори (2020)) ont lieu de manière anticipée le 15 juillet 2020 afin d'élire les 120 députés de la 10e législature de l'Assemblée de Macédoine du Nord pour un mandat de quatre ans.
Initialement prévues pour novembre 2020, puis avancées au 12 avril 2020, les élections sont reportées de trois mois en raison de la pandémie de COVID-19 qui touche alors le pays. Il s'agit des premières élections législatives depuis l'accord de Prespa ayant mis un terme en février 2019 au différend de longue date l'opposant à la Grèce quant au nom utilisé par le pays, renommé « Macédoine du Nord » ; une modification qui fait encore débat au cours de la campagne électorale.
Le scrutin, qui voit un recul important de la participation, est marqué par la courte victoire de « Nous pouvons », la coalition formée autour de l'Union sociale-démocrate de Macédoine (SDSM) et du Mouvement Besa. C'est la première fois depuis 2002 que les sociaux-démocrates arrivent en tête de ce type d'élection. Ceux-ci reconduisent une coalition resserrée avec l'Union démocratique pour l'intégration (DUI), une formation défendant les droits de la minorité albanaise, ce qui permet au chef de la SDSM Zoran Zaev d'être reconduit au poste de président du gouvernement.

## Contexte

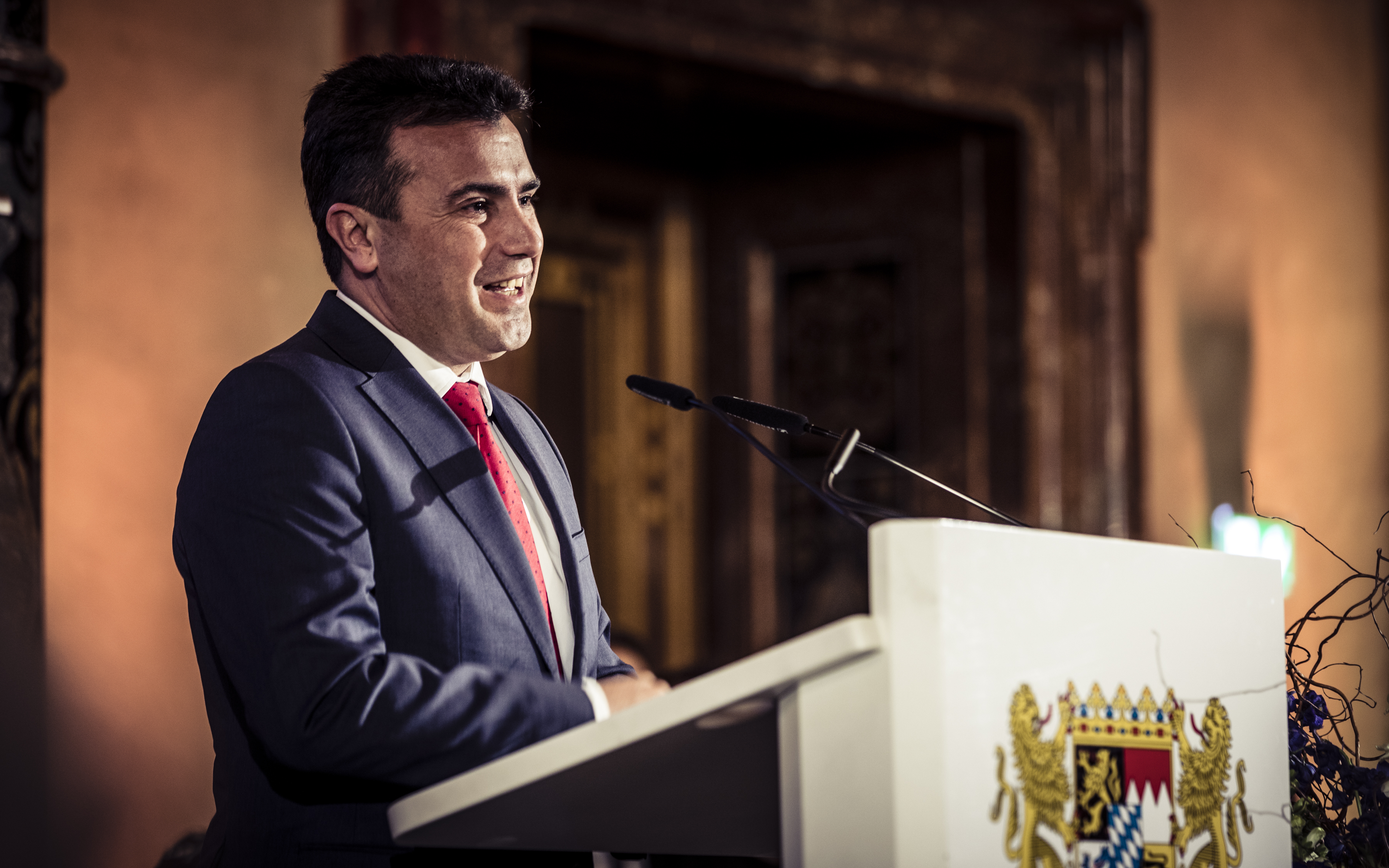
Zoran Zaev en 2019.

Initialement prévues pour novembre 2020, les élections ont lieu de manière anticipée à la suite de l'échec du gouvernement dirigé par le président du gouvernement Zoran Zaev à entamer les négociations d'adhésion à l'Union européenne. Le 17 octobre 2019, en raison du véto exprimé par le président français Emmanuel Macron, le Conseil européen refuse en effet de fixer une date d'ouverture.
La décision est considérée comme un coup dur pour Zaev, à la tête d'un gouvernement de coalition composé de l'Union sociale-démocrate de Macédoine (SDSM), de l'Union démocratique pour l'intégration (DUI) et de l'Alliance pour les Albanais (AA), avec pour principal objectif l'intégration européenne.
Dans ce but, l'exécutif macédonien avait conclu le 12 juin 2018 l'accord de Prespa avec la Grèce, afin de résoudre définitivement le débat les opposant sur l’appellation du pays. Ce désaccord bloquait depuis près de trois décennies l'intégration euro-atlantique et la reconnaissance internationale de la Macédoine, terme que les Grecs revendiquent comme étant de leur patrimoine historique. Zaev et le Premier ministre grec Aléxis Tsípras s'accordent pour que le pays prenne finalement le nom de « république de Macédoine du Nord ». Le 30 septembre 2018, les Macédoniens approuvent à plus de 90 % l'accord lors d'un référendum, bien que la participation ne soit que de 37 %, l'opposition menée par l'Organisation révolutionnaire macédonienne intérieure - Parti démocratique pour l'unité nationale macédonienne ayant appelé au boycott. L'accord de Prespa est approuvé le 11 janvier 2019 par le Parlement macédonien en l'absence des élus de l'opposition puis le 25 janvier par le Parlement grec, et entre en vigueur le 12 février. Il débloque théoriquement les perspectives d'adhésion à l'UE et à l'OTAN. Il est suivi en mai de la victoire du candidat de la SDSM Stevo Pendarovski au second tour de la présidentielle de 2019.
Devant le gel des négociations d'adhésion à l'Union européenne, le président du gouvernement décide le 21 octobre de convoquer des élections anticipées huit mois avant la fin naturelle du mandat de l'Assemblée. La date du 12 avril 2020 est choisie pour que le scrutin se tienne après l'adhésion attendue de la Macédoine du Nord à l'Alliance atlantique. Conformément à la loi qui impose qu'un gouvernement distinct soit chargé des affaires courantes, Zoran Zaev et l'opposition s'accordent sur la constitution d'un gouvernement technique assurant l'intérim jusqu'aux élections. Le président du gouvernement se retire ainsi le 3 janvier pour laisser la place à son ministre de l'Intérieur Oliver Spasovski, qui reçoit le même jour l'investiture du parlement,.
L'accession du pays à l'OTAN intervient le 27 mars, tandis que les membres de l'Union européenne s'accordent dans le même temps sur le démarrage des négociations d'adhésion, les demandes de réforme du processus du président français ayant été prises en compte.

### Report
Initialement prévus pour le 12 avril 2020, le scrutin est repoussé à une date indéterminée en raison de la propagation de la pandémie de coronavirus dans le pays, qui pousse le gouvernement à décréter l'état d'urgence le 18 mars. Zoran Zaev espère alors pouvoir organiser le scrutin le plus tôt possible après la fin de l'état d'urgence, et avance la date du 5 juillet. L'état d'urgence prend fin le 13 juin, ouvrant la voie à la tenue des législatives pour lesquelles le gouvernement et l'opposition s'accordent finalement sur la date du 15 juillet,.

## Système électoral

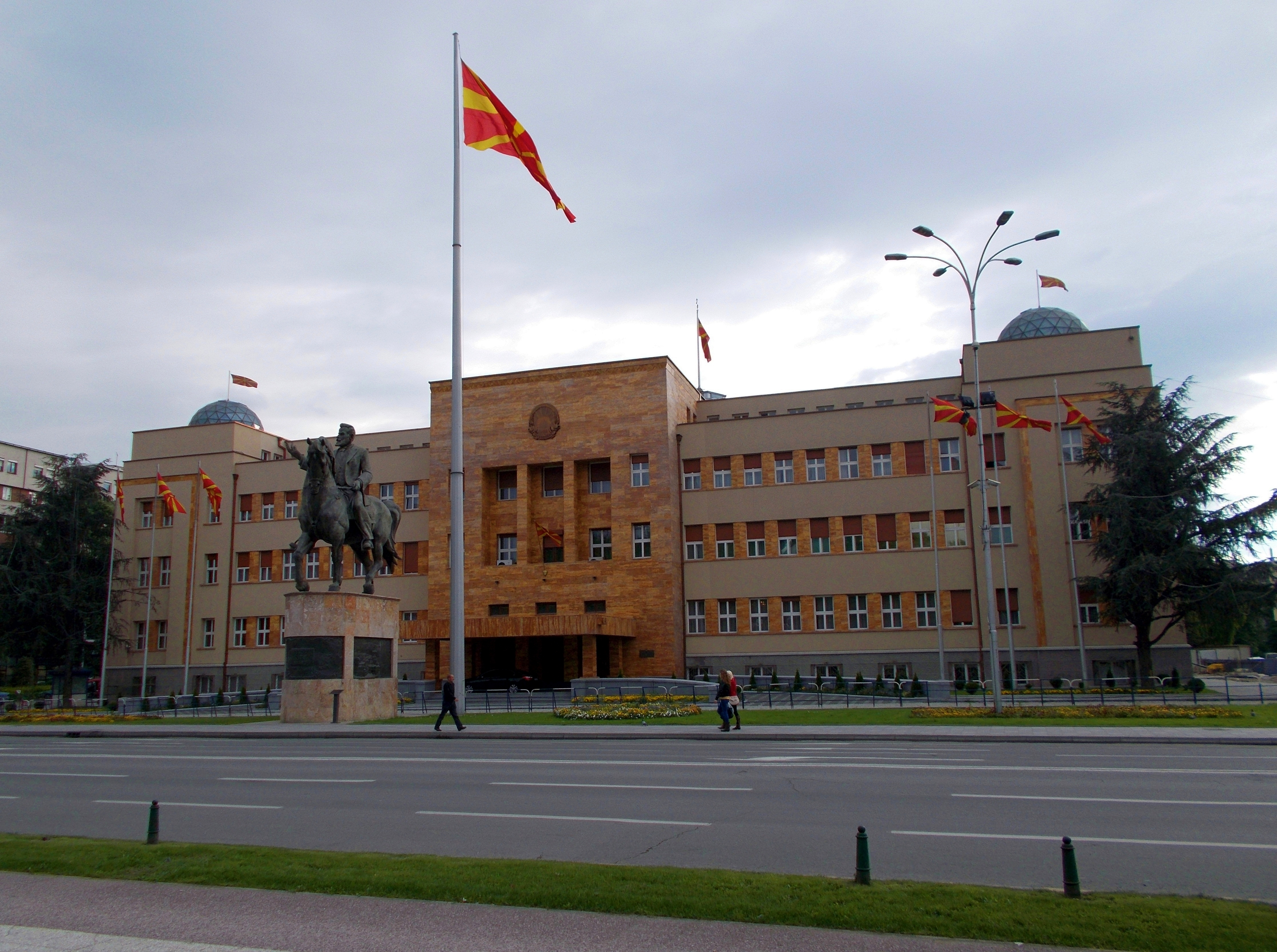
Le palais de l'Assemblée à Skopje.

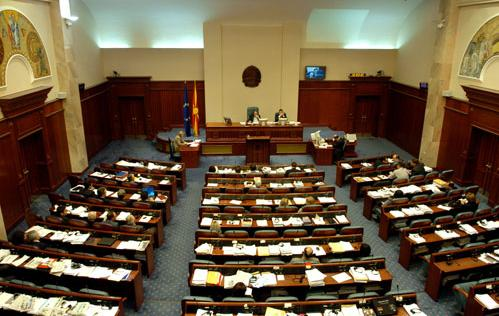
L'hémicycle.

L'Assemblée de Macédoine du Nord (Собрание) est un parlement monocaméral composé de 123 sièges pourvus pour quatre ans, dont 120 au scrutin proportionnel plurinominal dans six circonscriptions de 20 sièges chacune. Les électeurs votent pour le candidat d'une liste, et ce vote correspond à une voix pour cette dernière tout en jouant le rôle d'un vote préférentiel pour le candidat en question, lui donnant la possibilité de faire monter sa place dans la liste. Après décompte des suffrages, les sièges sont répartis selon la méthode d'Hondt au quotient simple, sans seuil électoral au niveau national. Toutes les listes reçoivent par conséquent un siège en proportion de leurs parts des suffrages exprimés, avec un siège par tranche de 1/20ème de suffrage dans chacune des six circonscription, soit un seuil de facto de 5 % des suffrages exprimés. Les sièges sont répartis, au sein des listes, entre les candidats ayant reçu le plus grand nombre de suffrages en leur nom, par ordre décroissant.
Les trois sièges restants, réservés à la diaspora, sont pourvus selon le même système, mais leur élection est conditionné à l'obtention d'un minimum de suffrages liés au scrutin précédent. Un candidat de la diaspora n'est ainsi élu que si la liste sur laquelle il se présente réunit au moins autant de votes en sa faveur que le candidat ayant été élu avec le moins de voix en Macédoine du Nord lors du scrutin précédent. Les second et troisième sièges ne sont attribués que si cette même liste réunit le double et le triple de ce montant. En 2020, le nombre de suffrages à atteindre est ainsi de 6 700 votes. Seuls 6 096 électeurs de la diaspora s'étant inscrits sur les listes électorales dans leurs ambassades, le vote n'a pas lieu. Les électeurs inscrits sont par conséquents contraints de se rendre en Macédoine du Nord, et les trois sièges réservé ne sont une nouvelle fois pas pourvus.
Le système proportionnel permet notamment la représentation de la minorité albanaise. En outre, toute liste doit comprendre au moins 30 % de candidats de chaque sexe, et les candidats du sexe le moins représenté dans chacune des listes être positionnés au minimum tous les dix noms.

### Réforme envisagée
La question de la suppression des six circonscriptions en faveur d'une circonscription nationale unique, qui permettrait davantage de représentativité, est un thème récurrent de la vie politique macédonienne. Le président Stevo Pendarovski propose un mois après son élection en mai 2019 de mettre en œuvre cette réforme.
Cependant, la DUI, partenaire minoritaire de la coalition au pouvoir, et la VMRO-DPMNE, principale force de l'opposition, s'y opposent et pratiquent à son encontre l'obstruction parlementaire. À eux deux, ils déposent plus de 6 000 amendements au projet de loi, rendant impossible sa mise au vote avant la fin de la session parlementaire, le Parlement étant obligatoirement dissous au moins deux mois avant les élections.

## Forces en présences
| Parti Nom en macédonien et/ou en albanais | Parti Nom en macédonien et/ou en albanais | Idéologie                                                                                        | Chef de file       | Résultat en 2016           |
| ----------------------------------------- | --- | ------------------------------------------------------------------------------------------------ | ------------------ | -------------------------- |
|                                           | Organisation révolutionnaire macédonienne intérieure - Parti démocratique pour l'unité nationale macédonienne Vnatrešna makedonska revolucionerna organizacija – Demokratska partija za makedonsko nacionalno edinstvo (VMRO-DPMNE) | Centre droit à droite Nationalisme, conservatisme, démocratie chrétienne, libéralisme économique | Hristijan Mickoski | 39,4 % des voix 51 députés |
|                                           | Union sociale-démocrate de Macédoine Socijaldemokratski Sojuz na Makedonija (SDSM) | Centre gauche Social-démocratie, europhilie                                                      | Zoran Zaev         | 37,9 % des voix 49 députés |
|                                           | Union démocratique pour l'intégration Demokratska unija za integracija (DUI) Bashkimi Demokratik për Integrim (BDI) | Centre droit Défense des intérêts de la minorité albanaise, conservatisme social, europhilie     | Ali Ahmeti         | 7,5 % des voix 10 députés  |

## Campagne
La campagne est lancée en octobre 2019, soit six mois avant la première date retenue pour le scrutin, en raison de l'annonce de l'anticipation des élections. L'Union sociale-démocrate de Macédoine de Zoran Zaev fait campagne sur la résolution du conflit avec la Grèce sur le nom du pays, et sur les efforts mis en œuvre pour l'intégration euro-atlantique. L'Organisation révolutionnaire macédonienne intérieure - Parti démocratique pour l'unité nationale macédonienne réaffirme son opposition au changement de nom du pays, et focalise sa campagne sur des accusations de corruption envers le gouvernement sortant.
Courant février, l'Alliance pour les Albanais, dédié à la défense des intérêts de cette minorité, forme une coalition avec le parti Alternative tandis que la SDSM en forme une avec le Mouvement Besa, constituant pour la première fois une coalition pré électorale réunissant des partis des blocs macédoniens et albanais,,.

## Résultats
|                                     |                                                  |                                                 |           |       |      |               |               |
| Parti                               | Parti                                            | Parti                                           | Voix      | %     | +/–  | Sièges        | +/–           |
|                                     |                                                  | Union sociale-démocrate de Macédoine (SDSM)     | 327 408   | 35,89 | 5,63 | 31            | 6             |
|                                     | Mouvement Besa (LB/DB)                           | 4                                               | 327 408   | 35,89 | 5,63 | 1             |               |
|                                     | Parti libéral-démocrate (LDP)                    | 2                                               | 327 408   | 35,89 | 5,63 | en stagnation |               |
|                                     | Nouveau Parti social-démocrate (NSDP)            | 2                                               | 327 408   | 35,89 | 5,63 | en stagnation |               |
|                                     | Renouveau démocratique de Macédoine (DOM)        | 1                                               | 327 408   | 35,89 | 5,63 | en stagnation |               |
|                                     | Union démocratique (DS)                          | 1                                               | 327 408   | 35,89 | 5,63 | 1             |               |
|                                     | VMRO - Parti populaire (VMRO-NP)                 | 1                                               | 327 408   | 35,89 | 5,63 | 1             |               |
|                                     | Parti des retraités (PP)                         | 1                                               | 327 408   | 35,89 | 5,63 | en stagnation |               |
|                                     | Indépendants                                     | 1                                               | 327 408   | 35,89 | 5,63 | 3             |               |
|                                     | Parti démocratique des Turcs (DPT)               | 1                                               | 327 408   | 35,89 | 5,63 | en stagnation |               |
|                                     | Parti pour le Mouvement turc de Macédoine (THP)  | 1                                               | 327 408   | 35,89 | 5,63 | en stagnation |               |
|                                     | Parti pour l'avenir européen (PEI)               | 0                                               | 327 408   | 35,89 | 5,63 | 1             |               |
| Nous pouvons                        | Nous pouvons                                     | 46                                              | 327 408   | 35,89 | 5,63 | 9             |               |
|                                     |                                                  | VMRO-DPMNE                                      | 315 344   | 34,57 | 3,57 | 36            | 7             |
|                                     | Parti socialiste de Macédoine (SPM)              | 2                                               | 315 344   | 34,57 | 3,57 | 1             |               |
|                                     | Option citoyenne pour la Macédoine (GROM)        | 1                                               | 315 344   | 34,57 | 3,57 | 1             |               |
|                                     | Parti des démocrates unis de Macédoine (PODEM)   | 1                                               | 315 344   | 34,57 | 3,57 | 1             |               |
|                                     | Indépendants                                     | 2                                               | 315 344   | 34,57 | 3,57 | 2             |               |
|                                     | Parti démocratique des Serbes de Macédoine (DPS) | 1                                               | 315 344   | 34,57 | 3,57 | en stagnation |               |
|                                     | Les Roms unis par la Macédoine (ROM)             | 1                                               | 315 344   | 34,57 | 3,57 | 1             |               |
|                                     | Parti d'action démocratique de Macédoine (SDA)   | 0                                               | 315 344   | 34,57 | 3,57 | 1             |               |
| Renouveau pour la Macédoine         | Renouveau pour la Macédoine                      | 44                                              | 315 344   | 34,57 | 3,57 | 6             |               |
|                                     | Union démocratique pour l'intégration (BDI/DUI)  | Union démocratique pour l'intégration (BDI/DUI) | 104 699   | 11,48 | 4,20 | 15            | 5             |
|                                     |                                                  | Alliance pour les Albanais (ASh/AA)             | 81 620    | 8,95  | 6,00 | 8             | 5             |
|                                     | Alternative (A)                                  | 4                                               | 81 620    | 8,95  | 6,00 | 4             |               |
| Alliance pour les Albanais (ASh/AA) | Alliance pour les Albanais (ASh/AA)              | 12                                              | 81 620    | 8,95  | 6,00 | 9             |               |
|                                     | La Gauche (Levica)                               | La Gauche (Levica)                              | 37 427    | 4,10  | 3,08 | 2             | 2             |
|                                     | Parti démocratique des Albanais (PDSh/DPA)       | Parti démocratique des Albanais (PDSh/DPA)      | 13 930    | 1,53  | 1,07 | 1             | 1             |
|                                     | Integra                                          | Integra                                         | 12 291    | 1,35  | Nv   | 0             | en stagnation |
|                                     | Union démocrate civique                          | Union démocrate civique                         | 3 554     | 0,39  | Nv   | 0             | en stagnation |
|                                     | MORO – Parti des travailleurs                    | MORO – Parti des travailleurs                   | 3 245     | 0,36  | Coal | 0             | en stagnation |
|                                     | Voix de la Macédoine                             | Voix de la Macédoine                            | 2 802     | 0,31  | Nv   | 0             | en stagnation |
|                                     | Jamais du Nord, seulement Macédoine              | Jamais du Nord, seulement Macédoine             | 2 604     | 0,29  | Coal | 0             | en stagnation |
|                                     | Union sociale-démocrate Skopje                   | Union sociale-démocrate Skopje                  | 2 585     | 0,28  | Nv   | 0             | en stagnation |
|                                     | Votre parti                                      | Votre parti                                     | 1 894     | 0,21  | Nv   | 0             | en stagnation |
|                                     | Démocrates                                       | Démocrates                                      | 1 558     | 0,17  | Nv   | 0             | en stagnation |
|                                     | Parti du peuple Rom                              | Parti du peuple Rom                             | 1 225     | 0,13  | Nv   | 0             | en stagnation |
|                                     |                                                  |                                                 |           |       |      |               |               |
| Votes valides                       | Votes valides                                    | Votes valides                                   | 912 186   | 97,94 |      |               |               |
| Votes blancs et nuls                | Votes blancs et nuls                             | Votes blancs et nuls                            | 19 183    | 2,06  |      |               |               |
| Total                               | Total                                            | Total                                           | 931 369   | 100   | -    | 120           | en stagnation |
| Abstention                          | Abstention                                       | Abstention                                      | 882 894   | 48,66 |      |               |               |
| Inscrits / participation            | Inscrits / participation                         | Inscrits / participation                        | 1 814 263 | 51,34 |      |               |               |

## Analyse et conséquences

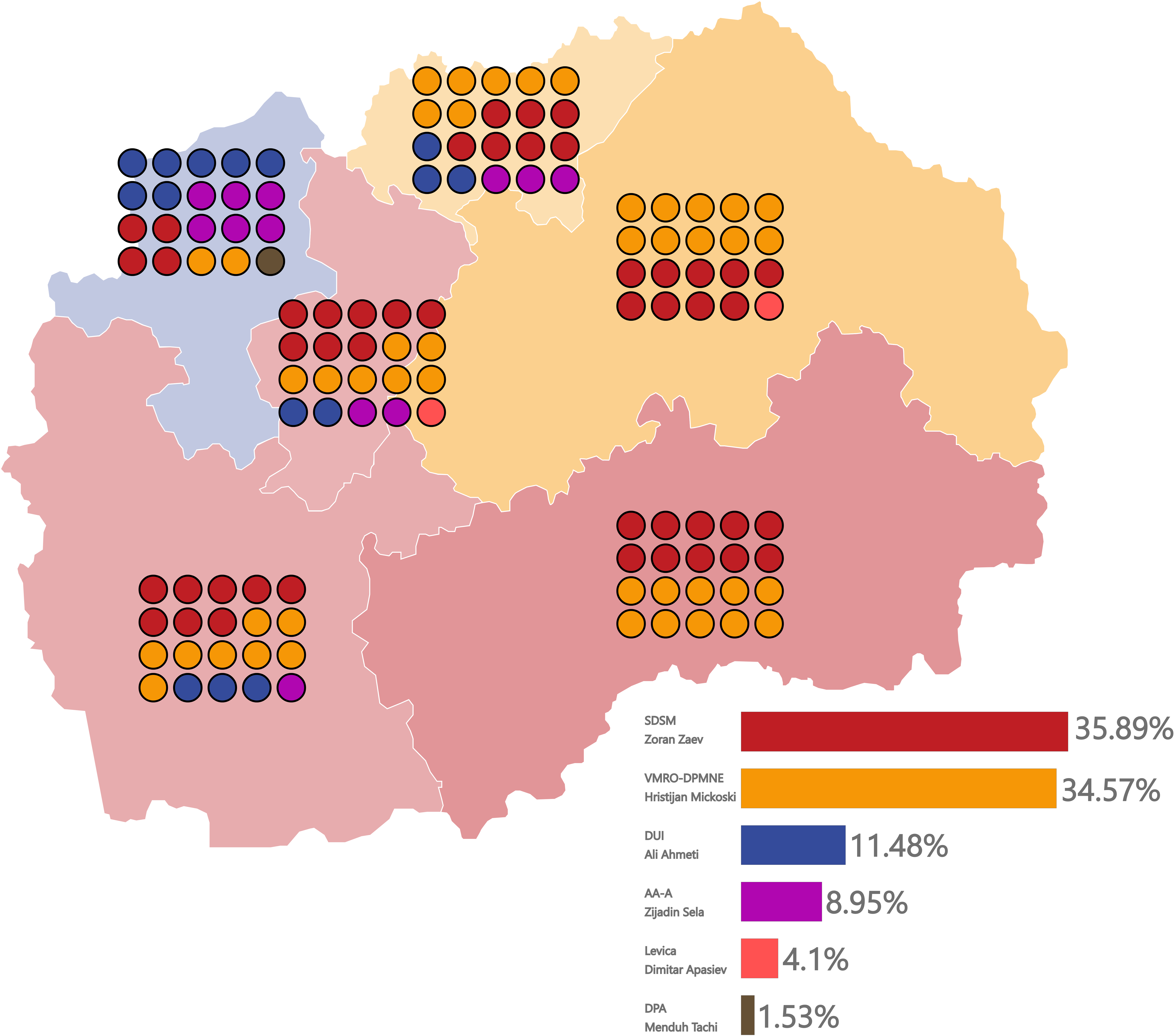
Sièges obtenus par circonscription.

Le taux de participation s'établit à un peu plus de 50 % des électeurs, soit une chute de seize points par rapport aux législatives de 2016, attribuée en partie à la pandémie mais également au désaveu des électeurs envers leurs responsables politiques, accusés de corruption et d'inaction face à la stagnation économique. Le scrutin voit arriver en tête la coalition « Nous pouvons », formée autour de l'Union sociale-démocrate de Macédoine et du Mouvement Besa. C'est ainsi la première fois depuis 2002 que les sociaux-démocrates arrivent en tête de ce type d'élection. Cette performance est cependant qualifiée de courte victoire en raison de la faible différence en suffrages et en siège séparant la coalition de celle du « Renouveau pour la Macédoine » dirigée par le VMRO-DPMNE. La défaite de cette dernière est pour autant accueillie avec soulagement à l'international, les milieux économiques et diplomatiques craignant que son arrivée au pouvoir ne provoque un regain de tension dans la région et ne remette en cause le début des négociations d'adhésion à l'Union européenne,.
Aucune des deux formations ne disposant de la majorité absolue, des négociations devraient avoir lieu pour la formation d'un gouvernement de coalition. L'Union démocratique pour l'intégration, arrivée troisième, se trouve ainsi en position de faiseur de rois, ce qui pousse la formation à réaffirmer son exigence de campagne d'obtenir pour l'un des siens le poste de président du gouvernement, une demande jugée inacceptable aussi bien par Zoran Zaev que par Hristijan Mickoski.
La première session de la nouvelle législature se réunit le 4 août, avec l'application de nombreuses mesures sanitaires spécifiques en raison de la pandémie de Covid-19. Cette première séance parlementaire ouvre un délai de dix jours à l'issue duquel le chef du parti vainqueur du scrutin, Zoran Zaev, doit avoir négocié le soutien de la majorité absolue des députés. Passé ce délai, la tâche de mener ces négociations reviendra à Hristijan Mickoski.
La SDSM et le DUI étant proches d'un accord de coalition, le président Stevo Pendarovski charge Zoran Zaev de former un gouvernement. Un accord est finalement conclu le 18 août entre les deux formations pour reconduire Zoran Zaev à la tête du gouvernement. La DUI renonce ainsi à sa promesse électorale de faire nommer un président du gouvernement issu de la minorité albanaise mais obtient en contrepartie que le prochain président du gouvernement de transition chargé des affaires courantes pendant les 100 jours précédant les prochaines élections soit issu de cette ethnie. Il devrait alors s'agir d'une première dans le pays. Le gouvernement de coalition reçoit également le soutien du Parti démocratique des Albanais, et obtient le vote de confiance du parlement le 30 août 2020  par 62 voix pour et 51 contre.